# 斯图尔特·麦肯齐
斯图尔特·麦肯齐（英語：Stuart Mackenzie，1937年4月5日—2020年10月20日），澳大利亚男子赛艇运动员。他曾代表澳大利亚参加1956年夏季奥林匹克运动会赛艇比赛，获得男子单人双桨银牌。